# Plavání na Letních olympijských hrách 2012
Plavání na Letních olympijských hrách 2012 probíhalo od 28. července do 4. srpna 2012 v Londýnském centru plaveckých sportů pro bazénové disciplíny a od 9. do 10. srpna 2012 v Hyde Parku pro dálkové plavání. Obě místa se nacházejí v Londýně. Celkem se závodilo v 34 disciplínách.

## Přehled medailí
| Pořadí | Země                         | Zlato | Stříbro | Bronz | Celkově |
| ------ | ---------------------------- | ----- | ------- | ----- | ------- |
| 1.     | Spojené státy americké (USA) | 16    | 9       | 6     | 31      |
| 2.     | Čína (CHN)                   | 5     | 2       | 3     | 10      |
| 3.     | Francie (FRA)                | 4     | 2       | 1     | 7       |
| 4.     | Nizozemsko (NED)             | 2     | 1       | 1     | 4       |
| 5.     | Jihoafrická republika (RSA)  | 2     | 1       | 0     | 3       |
| 6.     | Maďarsko (HUN)               | 2     | 0       | 1     | 3       |
| 7.     | Austrálie (AUS)              | 1     | 6       | 3     | 10      |
| 8.     | Tunisko (TUN)                | 1     | 0       | 1     | 2       |
| 9.     | Litva (LTU)                  | 1     | 0       | 0     | 1       |
| 10.    | Japonsko (JPN)               | 0     | 3       | 8     | 11      |
| 11.    | Rusko (RUS)                  | 0     | 2       | 2     | 4       |
| 12.    | Bělorusko (BLR)              | 0     | 2       | 0     | 2       |
| 12.    | Španělsko (ESP)              | 0     | 2       | 0     | 2       |
| 12.    | Jižní Korea (KOR)            | 0     | 2       | 0     | 2       |
| 15.    | Velká Británie (GBR)         | 0     | 1       | 2     | 3       |
| 15.    | Kanada (CAN)                 | 0     | 1       | 2     | 3       |
| 17.    | Brazílie (BRA)               | 0     | 1       | 1     | 2       |
| 18.    | Německo (GER)                | 0     | 1       | 0     | 1       |
| 19.    | Itálie (ITA)                 | 0     | 0       | 1     | 1       |
| Celkem | Celkem                       | 34    | 36      | 32    | 102     |

V závodě na 200 m volným způsobem mužů získali Sun Jang z Číny a Pak Te-hwan u Jižní Koreje za shodný čas oba stříbrné medaile.

## Medailisté

### Muži
| Kategorie                | Zlato | Stříbro | Bronz |
| ------------------------ | --- | --- | --- |
| 50 m volný způsob        | Florent Manaudou · Francie (FRA) | Cullen Jones · Spojené státy americké (USA) | César Cielo Filho · Brazílie (BRA)                                                                                            |
| 100 m volný způsob       | Nathan Adrian · Spojené státy americké (USA) | James Magnussen · Austrálie (AUS) | Brent Hayden · Kanada (CAN)                                                                                                   |
| 200 m volný způsob       | Yannick Agnel · Francie (FRA) | Pak Tche-hwan · Jižní Korea (KOR) | neudělena |
| 200 m volný způsob       | Yannick Agnel · Francie (FRA) | Sun Jang · Čína (CHN) | neudělena |
| 400 m volný způsob       | Sun Jang · Čína (CHN) | Pak Tche-hwan · Jižní Korea (KOR) | Peter Vanderkaay · Spojené státy americké (USA)                                                                               |
| 1500 m volný způsob      | Sun Jang · Čína (CHN) | Ryan Cochrane · Kanada (CAN) | Oussama Mellouli · Tunisko (TUN)                                                                                              |
| 100 m znak               | Matt Grevers · Spojené státy americké (USA) | Nick Thoman · Spojené státy americké (USA) | Rjosuke Irie · Japonsko (JPN)                                                                                                 |
| 200 m znak               | Tyler Clary · Spojené státy americké (USA) | Rjosuke Irie · Japonsko (JPN) | Ryan Lochte · Spojené státy americké (USA)                                                                                    |
| 100 m prsa               | Cameron van der Burgh · Jihoafrická republika (RSA) | Christian Sprenger · Austrálie (AUS) | Brendan Hansen · Spojené státy americké (USA)                                                                                 |
| 200 m prsa               | Dániel Gyurta · Maďarsko (HUN) | Michael Jamieson · Velká Británie (GBR) | Rjo Tateiši · Japonsko (JPN)                                                                                                  |
| 100 m motýlek            | Michael Phelps · Spojené státy americké (USA) | Chad le Clos · Jihoafrická republika (RSA) | neudělena |
| 100 m motýlek            | Michael Phelps · Spojené státy americké (USA) | Jevgenij Korotyškin · Rusko (RUS) | neudělena |
| 200 m motýlek            | Chad le Clos · Jihoafrická republika (RSA) | Michael Phelps · Spojené státy americké (USA) | Takeši Macuda · Japonsko (JPN)                                                                                                |
| 200 m polohový závod     | Michael Phelps · Spojené státy americké (USA) | Ryan Lochte · Spojené státy americké (USA) | László Cseh · Maďarsko (HUN)                                                                                                  |
| 400 m polohový závod     | Ryan Lochte · Spojené státy americké (USA) | Thiago Pereira · Brazílie (BRA) | Kósuke Hagino · Japonsko (JPN)                                                                                                |
| 4 × 100 m volný způsob   | Francie (FRA) · Yannick Agnel · Alain Bernard · Fabien Gilot · Clément Lefert · Amaury Leveaux · Jérémy Stravius                                          | Spojené státy americké (USA) · Nathan Adrian · Ricky Berens · Jimmy Feigen · Matt Grevers · Cullen Jones · Jason Lezak · Ryan Lochte · Michael Phelps | Rusko (RUS) · Sergej Fesikov · Andrej Grečin · Danila Izotov · Jevgenij Lagunov · Nikita Lobincev · Vladimir Morozov          |
| 4 × 200 m volný způsob   | Spojené státy americké (USA) · Ricky Berens · Conor Dwyer · Charlie Houchin · Ryan Lochte · Matt McLean · Michael Phelps · Davis Tarwater                 | Francie (FRA) · Yannick Agnel · Grégory Mallet · Clément Lefert · Amaury Leveaux · Jérémy Stravius                                                    | Čína (CHN) · Taj Ťün · Ťiang Chaj-čchi · Lü Č'-wu · Li Jün-čchi · Sun Jang · Chao Jün                                         |
| 4 × 100 m polohový závod | Spojené státy americké (USA) · Nathan Adrian · Matt Grevers · Brendan Hansen · Cullen Jones · Tyler McGill · Michael Phelps · Nick Thoman · Eric Shanteau | Japonsko (JPN) · Takuro Fudžii · Rjosuke Irie · Kósuke Kitadžima · Takeši Macuda                                                                      | Austrálie (AUS) · Tommaso D'Orsogna · James Magnussen · Brenton Rickard · Christian Sprenger · Hayden Stoeckel · Matt Targett |
| 10 km maratón            | Oussama Mellouli · Tunisko (TUN) | Thomas Lurz · Německo (GER) | Richard Weinberger · Kanada (CAN)                                                                                             |

### Ženy
| Kategorie                | Zlato | Stříbro | Bronz |
| ------------------------ | --- | --- | --- |
| 50 m volný způsob        | Ranomi Kromowidjojová · Nizozemsko (NED) | Alexandra Herasimenjová · Bělorusko (BLR) | Marleen Veldhuisová · Nizozemsko (NED) |
| 100 m volný způsob       | Ranomi Kromowidjojová · Nizozemsko (NED) | Alexandra Herasimenjová · Bělorusko (BLR) | Tang Yi · Čína (CHN) |
| 200 m volný způsob       | Allison Schmittová · Spojené státy americké (USA) | Camille Muffatová · Francie (FRA) | Bronte Barrattová · Austrálie (AUS) |
| 400 m volný způsob       | Camille Muffatová · Francie (FRA) | Allison Schmittová · Spojené státy americké (USA) | Rebecca Adlingtonová · Velká Británie (GBR) |
| 800 m volný způsob       | Katie Ledecká · Spojené státy americké (USA) | Mireia Belmonteová · Španělsko (ESP) | Rebecca Adlingtonová · Velká Británie (GBR) |
| 100 m znak               | Missy Franklinová · Spojené státy americké (USA) | Emily Seebohmová · Austrálie (AUS) | Aja Terakawaová · Japonsko (JPN) |
| 200 m znak               | Missy Franklinová · Spojené státy americké (USA) | Anastasija Zujevová · Rusko (RUS) | Elizabeth Beiselová · Spojené státy americké (USA)                                                                                               |
| 100 m prsa               | Rūta Meilutytė · Litva (LTU) | Rebecca Soniová · Spojené státy americké (USA) | Satomi Suzukiová · Japonsko (JPN) |
| 200 m prsa               | Rebecca Soniová · Spojené státy americké (USA) | Satomi Suzukiová · Japonsko (JPN) | Julija Jefimovová · Rusko (RUS) |
| 100 m motýlek            | Dana Vollmerová · Spojené státy americké (USA) | Lu Jing · Čína (CHN) | Alicia Couttsová · Austrálie (AUS) |
| 200 m motýlek            | Ťiao Liou-jang · Čína (CHN) | Mireia Belmonteová · Španělsko (ESP) | Nacumi Hošiová · Japonsko (JPN) |
| 200 m polohový závod     | Jie Š'-wen · Čína (CHN) | Alicia Couttsová · Austrálie (AUS) | Caitlin Leverenzová · Spojené státy americké (USA)                                                                                               |
| 400 m polohový závod     | Jie Š'-wen · Čína (CHN) | Elizabeth Beiselová · Spojené státy americké (USA) | Li Süan-sü · Čína (CHN) |
| 4 × 100 m volný způsob   | Austrálie (AUS) · Alicia Couttsová · Cate Campbellová · Brittany Elmslieová · Yolane Kuklaová · Emily Seebohmová · Melanie Schlangerová · Libby Trickettová                             | Nizozemsko (NED) · Inge Dekkerová · Femke Heemskerková · Ranomi Kromowidjojová · Hinkelien Schreuderová · Marleen Veldhuisová                                                  | Spojené státy americké (USA) · Natalie Coughlinová · Missy Franklinová · Jessica Hardyová · Lia Neal · Allison Schmittová · Amanda Weirová       |
| 4 × 200 m volný způsob   | Spojené státy americké (USA) · Alyssa Andersonová · Missy Franklinová · Lauren Perdueová · Allison Schmittová · Dana Vollmerová · Shannon Vreelandová                                   | Austrálie (AUS) · Angie Bainbridgeová · Bronte Barrattová · Alicia Couttsová · Brittany Elmslieová · Blair Evansová · Jade Neilsenová · Kylie Palmerová · Melanie Schlangerová | Francie (FRA) · Coralie Balmyová · Charlotte Bonnetová · Ophélie-Cyrielle Étienneová · Margaux Farrellová · Mylène Lazareová · Camille Muffatová |
| 4 × 100 m polohový závod | Spojené státy americké (USA) · Rachel Bootsmaová · Claire Donahueová · Missy Franklinová · Jessica Hardyová · Breeja Larsonová · Allison Schmittová · Rebecca Soniová · Dana Vollmerová | Austrálie (AUS) · Alicia Couttsová · Brittany Elmslieová · Leisel Jonesová · Melanie Schlangerová · Emily Seebohmová                                                           | Japonsko (JPN) · Juka Katoová · Satomi Suzukiová · Aja Terakawaová · Haruka Uedaová                                                              |
| 10 km maratón            | Éva Risztovová · Maďarsko (HUN) | Haley Andersonová · Spojené státy americké (USA) | Martina Grimaldiová · Itálie (ITA) |